# Pachylioides versuta
Pachylioides versuta är en fjärilsart som beskrevs av James Brackenridge Clemens 1859. Pachylioides versuta ingår i släktet Pachylioides och familjen svärmare. Inga underarter finns listade i Catalogue of Life.